# Cr 419
Cr 419 è un ammasso aperto visibile nella costellazione del Cigno.
È uno dei numerosi ammassi visibili nei dintorni della stella γ Cygni; si individua 50' a NW di questa stella, ed appare dominato da una stella bianca di magnitudine 5,9, la quale, se osservata con un potente telescopio, si presenta composta da una stella di sesta ed una di settima magnitudine. L'ammasso conta appena una decina di componenti e, nelle foto a lunga posa, appare immerso nel grande complesso di nebulose di IC 1318. La sua distanza è incerta.